# St. Joseph (Burgstemmen)

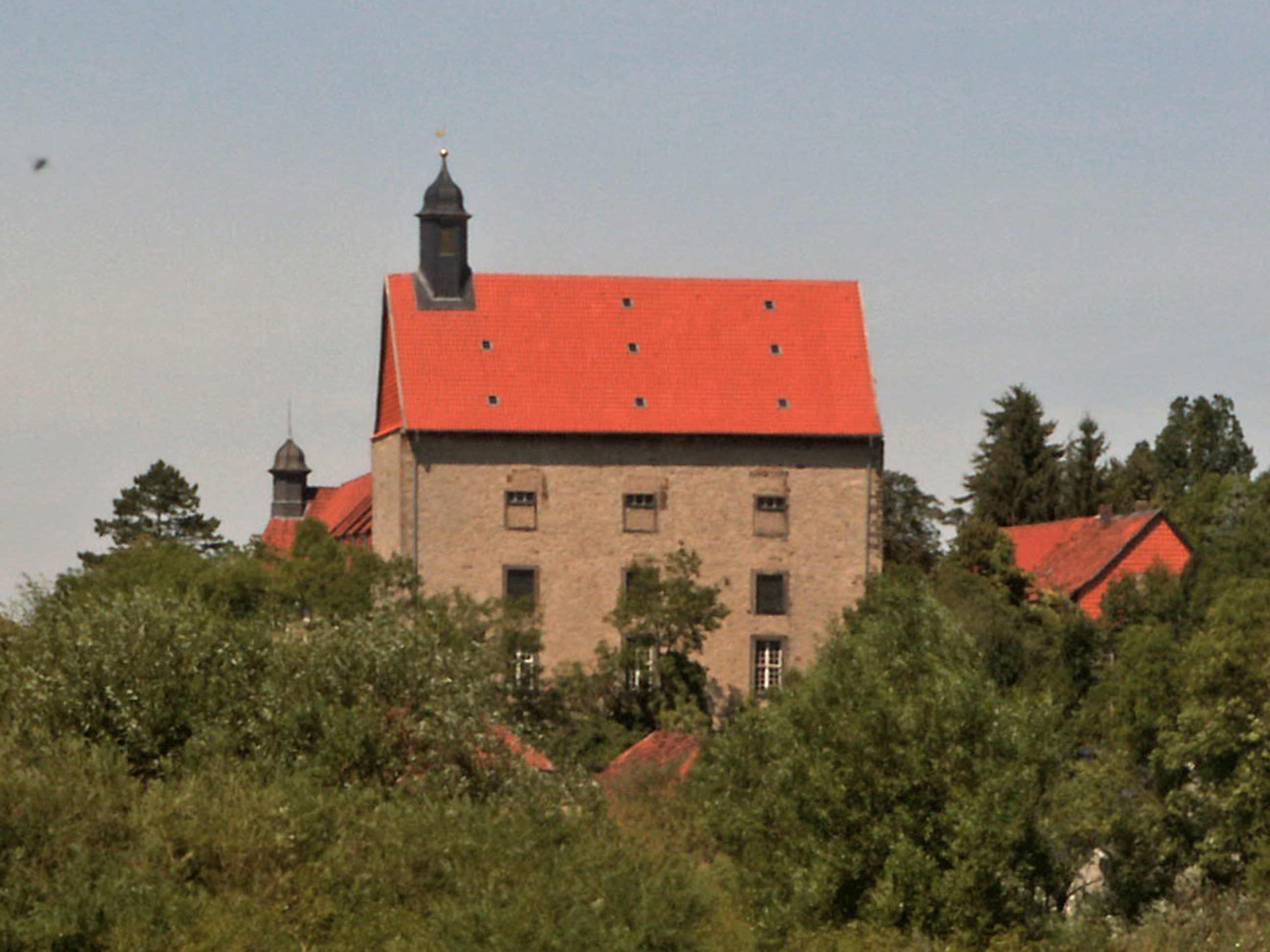
St.-Joseph-Kirche

St. Joseph ist die römisch-katholische Kirche in Burgstemmen, einem Ortsteil der Gemeinde Nordstemmen im Landkreis Hildesheim in Niedersachsen. Das nach dem Heiligen Josef von Nazaret benannte Gotteshaus ist eine Filialkirche der Pfarrei Heilig Geist mit Sitz in Sarstedt im Dekanat Borsum-Sarstedt des Bistums Hildesheim. Die Kirche befindet sich auf der Burg Poppenburg und steht als Baudenkmal unter der Objekt-ID 34526457 unter Denkmalschutz.

## Geschichte
Im Amt Poppenburg, das damals zum Fürstentum Calenberg gehörte, wurde um 1540 die Reformation eingeführt.
Im Hildesheimer Hauptrezess bekam das Hochstift Hildesheim 1643 das Amt Poppenburg, welches es infolge der Hildesheimer Stiftsfehde 1523 an das Fürstentum Calenberg verloren hatte, zurück. Bemühungen der Rekatholisierung des Amtes Poppenburg führten jedoch zu keinem dauerhaften Erfolg.
Johann Nikolaus von Vorst, der von Oktober 1643 an Amtmann auf der Poppenburg war, ließ für seine wenigen katholischen Mitarbeiter im Wohnflügel der Poppenburg ein Zimmer zu einer Kapelle umbauen. Von 1644 an wurden auf der Poppenburg katholische Kirchenbücher geführt. Die Seelsorge übten bis 1664 Jesuiten aus Hildesheim aus, danach folgten ihnen Benediktiner aus der Abtei St. Godehard in Hildesheim.
1654 kam es zum Bau einer neuen Kapelle im Burghof, da der bisherige Kapellenraum für die gestiegene Zahl der Katholiken zu klein geworden war. 1683 übernahmen Dominikaner des Klosters in Gronau die Seelsorge an der Kapelle.
Nachdem um 1770 die Brauerei der Poppenburg aus dem Untergeschoss des Palas in einen Neubau verlegt worden war und der Palas leerstand, wurde der Palas ab 1785 zu einer Kirche umgebaut. Am 6. August 1786 wurde sie durch Pastor Gregor Schneider eingeweiht, sie bekam wie die Vorgängerkapelle das Patrozinium der heiligen Joseph.
Durch die Säkularisation verlor das Hochstift Hildesheim 1802 seine Souveränität an das Königreich Preußen, 1803 kam die Kirche in staatlichen Besitz. Die Pfarrei St. Joseph Poppenburg jedoch hatte weiterhin Bestand. Anfang des 20. Jahrhunderts gehörten zur Pfarrei rund 400 einheimische Katholiken sowie rund 300 polnische Saisonarbeiter.
Nach dem Zweiten Weltkrieg ließen sich infolge der Flucht und Vertreibung Deutscher aus Mittel- und Osteuropa wieder Katholiken in größerer Zahl im Gebiet der Pfarrei St. Joseph Poppenburg nieder, wodurch die Katholikenzahl der Pfarrei von rund 450 auf weit über 2000 anwuchs. Da die Kirche die Zahl der Gottesdienstbesucher nicht mehr fassen konnte, fanden auch in Adensen, Rössing und Schulenburg katholische Gottesdienste statt, überwiegend in den evangelischen Dorfkirchen. 1960 bekam Schulenburg mit der Heilig-Kreuz-Kirche eine eigene katholische Kirche.
Nachdem der größte Teil der Mitglieder der Pfarrei St. Joseph Poppenburg in Nordstemmen wohnte, entschied das Bistum Hildesheim 1965, in Nordstemmen eine Kirche zu bauen und erwarb ein Baugrundstück. Zum 1. Januar 1971 wurde der Sitz der Pfarrei St. Joseph Poppenburg nach Nordstemmen verlegt und bekam das Patrozinium des Erzengels Michael. Aus der Pfarrkirche St. Joseph war dadurch eine Filialkirche der Pfarrei St. Michael Nordstemmen geworden. Am 30. Januar 1971 folgte die Weihe der St.-Michael-Kirche in Nordstemmen.
Seit dem 1. Dezember 2002 gehört die St.-Joseph-Kirche zum damals neu gegründeten Dekanat Borsum-Sarstedt, zuvor gehörte sie zum 1978 gegründeten Dekanat Förste-Sarstedt. Seit dem 1. September 2010 gehört die Kirche zur Pfarrei Heilig Geist in Sarstedt, in der die Pfarrei St. Michael Nordstemmen aufgegangen ist.

## Lage, Architektur und Ausstattung

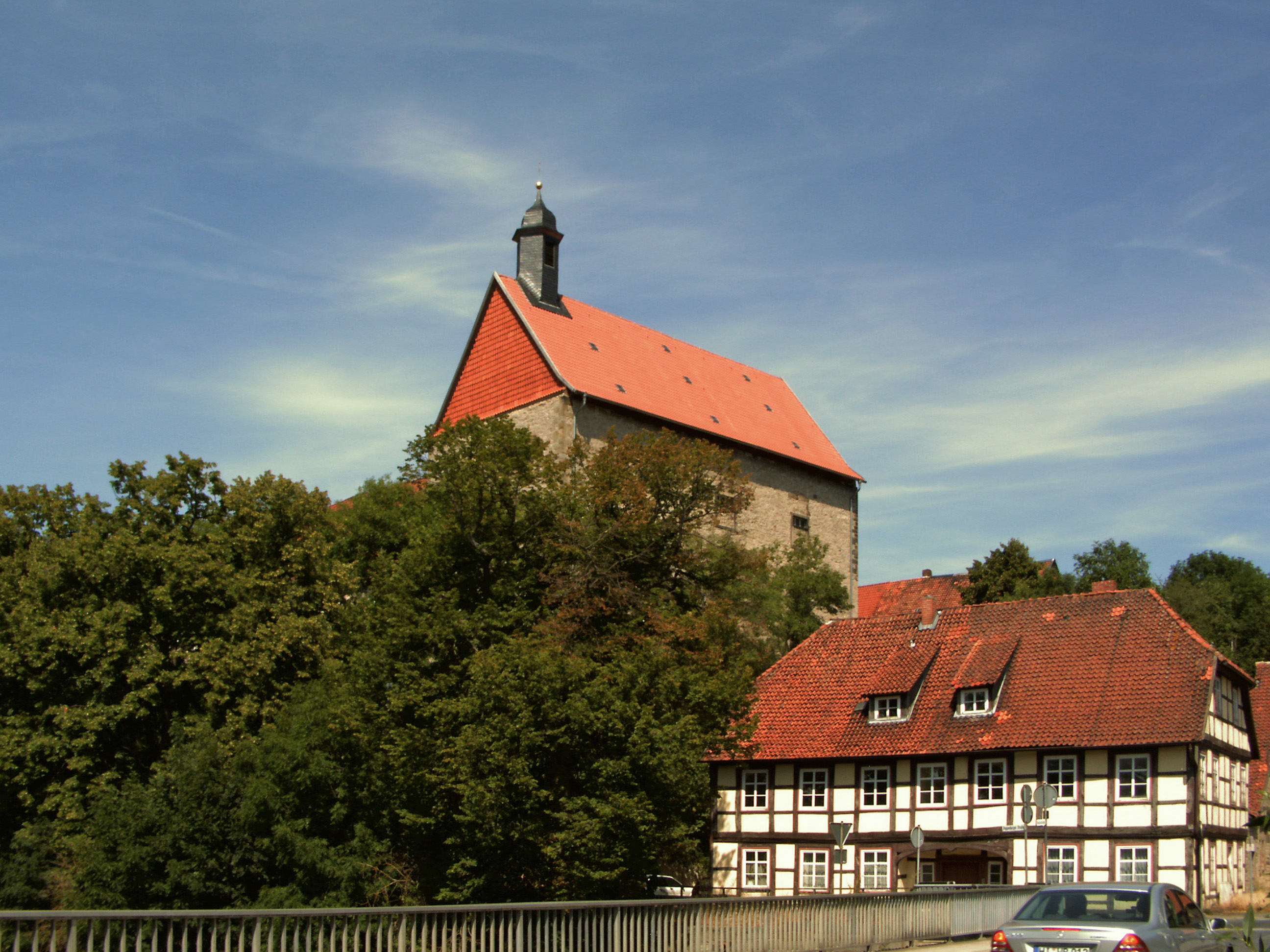
Blick von der Leinebrücke der B1 auf die Kirche

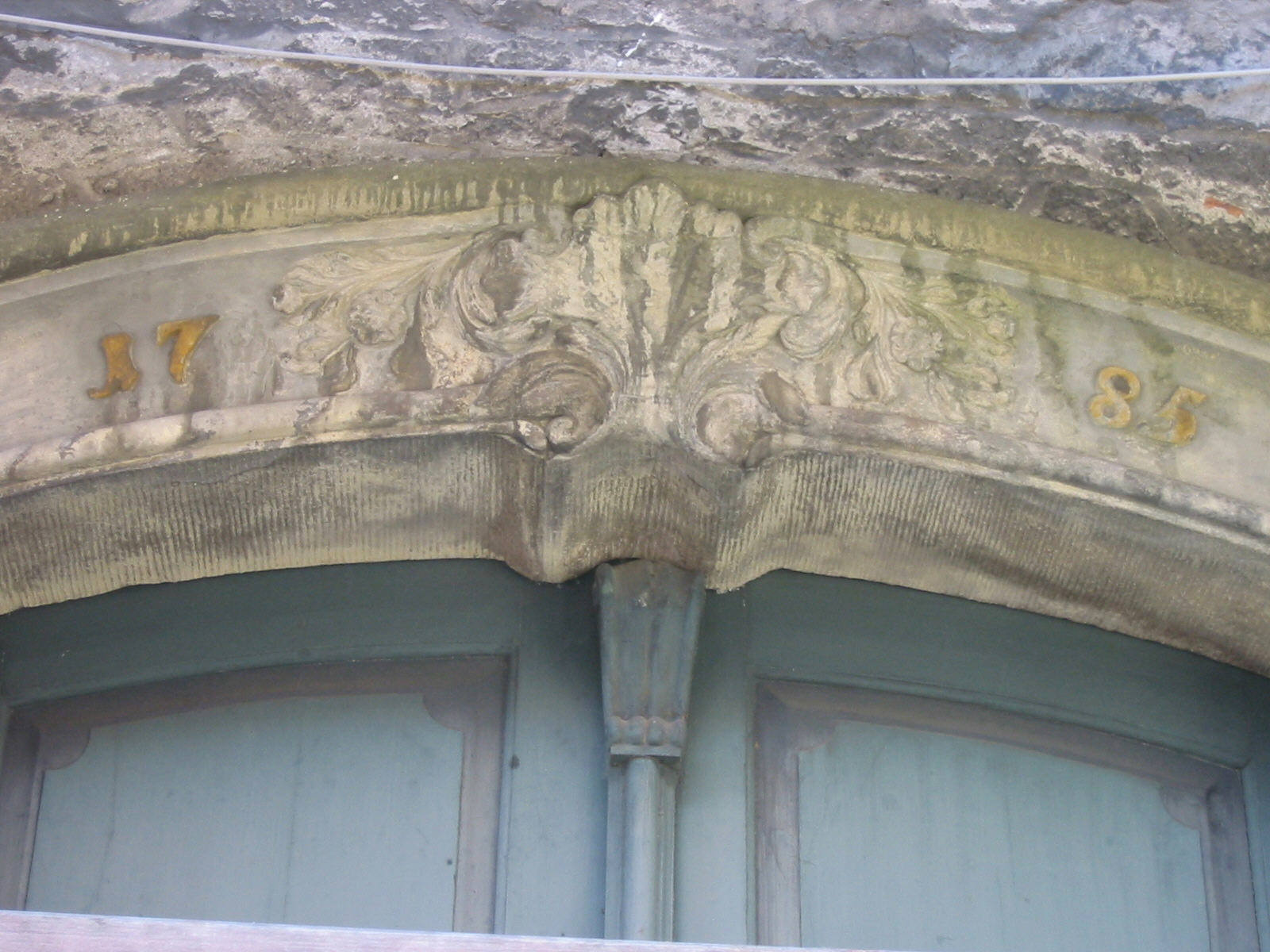
Über dem Eingangsportal der Kirche

Die Kirche erhebt sich in rund 85 Meter Höhe über dem Meeresspiegel auf dem Grundstück Poppenburger Straße 4, jeweils nur rund 50 Meter von der Leine und der Bundesstraße 1 entfernt.
Die Kirche befindet sich in den beiden unteren Geschossen des dreistöckigen Palas, die durch Entfernung der Zwischendecke miteinander verbunden wurden. Das Obergeschoss des Pallas wurde als Festsaal genutzt. Das Gebäude ist mit einem Satteldach eingedeckt, auf dem sich im Westen ein sechseckiger, mit Schiefer verkleideter Dachreiter erhebt. Die Giebelflächen sind mit Ziegelbehang versehen. In das untere Giebelgeschoss sind an der Ostseite zwei Fenster eingesetzt.
Die Kirche wird durch ein Portal an der Ostseite erschlossen, über dem Akanthusblätter und die Jahresangabe 1785 zu sehen sind. Der Hochaltar, der die Verkündigung des Herrn zeigt, kam nach der Aufhebung des Jesuitenordens aus dem Jesuitenkolleg 1773 auf die Poppenburg. Die beiden Statuen neben dem Altarbild stellen die Heiligen Ignatius von Loyola und Franz Xaver, zwei Mitbegründer des Jesuitenordens, dar. Die Marienstatue ist ein Geschenk von polnischen Saisonarbeitern aus dem Jahr 1911.
An der Orgelempore ist das Wappen von Friedrich Wilhelm von Westphalen dargestellt, der zur Zeit der Kirchweihe Fürstbischof von Hildesheim war. Die Orgel ist ein Werk des Orgelbauunternehmens Philipp Furtwängler & Söhne aus dem Jahr 1881.